# Michael Stürzl

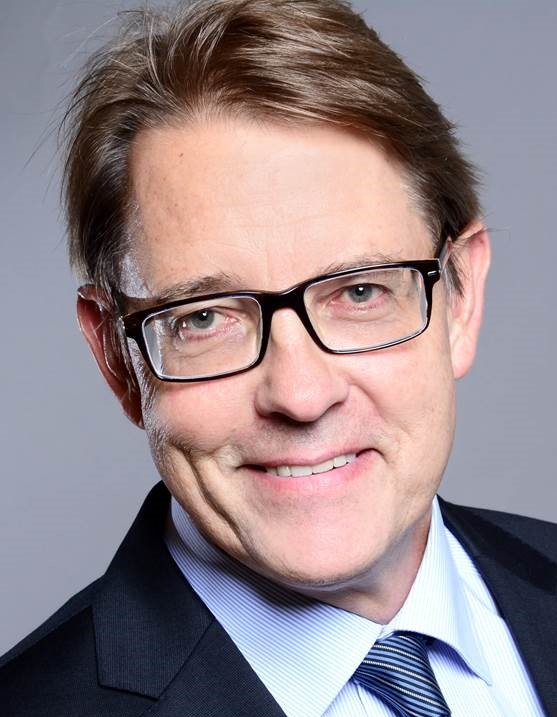
Michael Stürzl (2017)

Michael Stürzl (* 16. Mai  1960 in Tegernsee) ist ein deutscher Molekular- und Zellbiologe. Er ist Professor für Molekulare und Experimentelle Chirurgie an der Friedrich-Alexander-Universität und Leiter der Abteilung Molekulare und Experimentelle Chirurgie am Universitätsklinikum Erlangen.

## Leben
Stürzl wuchs in der oberbayerischen Kreisstadt Miesbach auf und studierte Biologie an den Universitäten Regensburg, Boulder (Colorado/USA) und Freiburg im Breisgau. An letztgenannter Universität schloss er 1988 sein Studium als Diplom-Biologe ab. Zur Promotion ging er an das Max-Planck-Institut für Biochemie in Martinsried bei München, wo er unter der Leitung von Peter Hans Hofschneider an Untersuchungen zur molekularen Pathogenese des AIDS-assoziierten Kaposi-Sarkoms arbeitete. Basierend auf diesem Themengebiet entwickelte sich sein Interesse an der Rolle von Blutgefäßen bei entzündlichen Erkrankungen und Krebs. Er bearbeitete diese Fragestellung bis zur Habilitation 1998 als Arbeitsgruppenleiter am Max-Planck-Institut für Biochemie und nachfolgend als Abteilungsleiter am Helmholtz Zentrum München. 2003 erhielt er einen Ruf als Professor an die Friedrich-Alexander-Universität Erlangen-Nürnberg, wo er an der Chirurgischen Klinik des Universitätsklinikums Erlangen seine Forschungstätigkeit auf Untersuchungen zur Bedeutung entzündlicher Blutgefäßaktivierungen bei Erkrankungen des Darms fokussierte. Stürzl hat mehr als 200 wissenschaftliche Publikationen verfasst und seine Arbeiten wurden durch mehrere hochrangige Preise ausgezeichnet. Er erkannte sehr früh die Bedeutung der Mikroumgebung für das Tumorwachstum, indem er in Zusammenarbeit mit Sabine Werner entdeckte, dass das Wachstum der Tumorzellen des Kaposi-Sarkoms von parakrinen Wechselwirkungen mit anderen Zellen abhängt. Er entdeckte auch, dass die Vermehrung des Kaposi-Sarkom-verursachenden Herpesvirus (KSHV), das auch Humanes Herpesvirus 8 genannt wird, im Tumorgewebe der Patienten in bestimmten Immunzellen erfolgt, den Monozyten. Von Bedeutung für die Entstehung und Entwicklung von Darmkrebs sind seine Befunde, dass die Blutgefäße des Tumors unter bestimmten Bedingungen nicht nur das Tumorwachstum unterstützen, sondern auch hemmend wirken können. Zudem gelang es ihm als einem der Ersten die wichtige Funktion des Gefäßsystems bei der Entwicklung Chronisch-entzündlicher Darmerkrankungen nachzuweisen und damit neue Ansatzpunkte für die klinische Beobachtung und die Therapie dieser Erkrankungen bereitzustellen.

## Auszeichnungen und Stipendien
- 1981: Ehrenmedaille der Bundeswehr
- 1984/85: DAAD-Stipendium für integriertes Auslandsstudium
- 1985: Ehrenbürger von Boulder Colorado, USA
- 1990: Irene Vogeler Preis für Krebsforschung der Max-Planck-Gesellschaft
- 1994: Deutscher AIDS-Forschungspreis[6]
- 1996: Nachwuchsforscherpreis der Europäischen Konferenz für Experimentelle AIDS-Forschung
- 1999: BioFuture-Forschungspreis des Bundesministeriums für Bildung und Forschung[7]
- 2017: Renate-Wittern-Sterzel-Preis, Gleichstellungspreis der Friedrich-Alexander-Universität Erlangen-Nürnberg[8]